# Karl Ploch
Karl Aloys Ploch  (* 4. November 1792 in Friedberg (Hessen); † 18. Januar 1872 in Gießen) war ein deutscher Richter und liberaler Politiker im Großherzogtum Hessen.

## Leben
Karl Ploch  war der Sohn des Rentamtmanns, Kanzlisten und Kollektors der mittelrheinischen Reichsritterschaft in der Burg Friedberg Johann Ernst Ploch (1762–1839) und dessen Ehefrau Anna Maria geb. Scheuring. Der Protestant Ploch heiratete am 24. September 1828 in Gießen Theodore Friederike Sophia geb. Nebel (1806–1884), die Tochter des Dr. med. Ludwig Nebel und der Theodore geb. Klipstein.
Ploch studierte ab 1810 an der Hessischen Ludwigs-Universität Rechtswissenschaft. 1815 schloss er das Studium mit der Bewilligung des Akzesses Sekretariate, Regierung, Hofgericht und Kirchen- und Schulrat ab. 1819 wurde er Justizamtsvikar in Alsfeld und 1821 Landrichter am Landgericht Gießen. Für den Wahlbezirk Oberhessen 12/Lich saß er von 1851 bis 1856 als Abgeordneter in der Zweiten Kammer der Landstände des Großherzogtums Hessen. 1865 wurde er zum Dr. jur. h. c. promoviert. Mit dem Charakter eines Geheimen Justizrates trat er in den Ruhestand.